# Desa Kertaraharja (administrativ by i Indonesien, Banten, lat -6,58, long 105,81)
Desa Kertaraharja är en administrativ by i Indonesien.   Den ligger i provinsen Banten, i den västra delen av landet, 120 km väster om huvudstaden Jakarta.